# How to Live with Your Parents (for the Rest of Your Life)
How to Live with Your Parents (for the Rest of Your Life) est une série télévisée américaine en treize épisodes de 22 minutes créée par Claudia Lonow diffusée entre le 3 avril et le 26 juin 2013 sur le réseau ABC et en simultané sur Citytv au Canada.
Cette série est inédite dans tous les pays francophones.

## Synopsis
Une jeune mère récemment divorcée, Polly, accompagnée de sa fille, Natalie, emménage chez ses parents qui ont adopté un style de vie assez différent.

## Distribution
- Sarah Chalke : Polly
- Elizabeth Perkins : Elaine Green, mère de Polly
- Jon Dore (en) : Julian, ex-mari de Polly
- Rachel Eggleston : Natalie, fille de Polly
- Stephanie Hunt : Jenn, assistante
- Brad Garrett : Max Green, beau-père de Polly

### Acteurs récurrents et invités
- Joe Wengert : Gregg, meilleur ami de Polly (11 épisodes)
- Abigail Eschete : Young Polly Green (8 épisodes)
- Greg Eagles : Long Haired Dude (épisode 1)
- Perry Anzilotti (en) : Ernie (épisode 1)
- Carla Renata (en) : Mrs Fogelman (épisodes 2 et 4)
- Tangie Ambrose : Carole (épisode 2)
- Willie Garson : Harry, frère d'Elaine (épisode 3)
- Reid Scott : Scott Marcos (épisode 3, 5 et 6)
- Danneel Ackles : Olivia (épisodes 6 et 8)
- Pooch Hall : Ryan (épisode 6)
- Lauriane Gilliéron : Francette (épisode 7)
- Jennifer R. Blake (en) : Nirvana (épisode 8)
- Merrin Dungey : Morgan (épisodes 10 et 13)
- Addison Riecke : Tough Girl #1 (épisode 10)
- Hayley Marie Norman (en) : Dashwanda (épisode 11)
- Michele Lee : Caroline (épisode 12)
- Laraine Newman : Deidre, amie d'Elaine (épisode 12)
- Jackée Harry : Jessoka, amie d'Elaine (épisode 12)
- Maya Stojan : Mrs Saletta (épisode 12)
- Twink Caplan : Flora (épisode 12)
- Michael O'Keefe : Dr Skrutz (épisode 13)

## Fiche technique
- Scénariste du pilote : Claudia Lonow
- Réalisateur du pilote : Julie Anne Robinson
- Producteurs exécutifs : Claudia Lonow, Francie Calfo et Brian Grazer
- Société de production : 20th Century Fox Television (Imagine Entertainment)

## Développement
Le développement de la série a débuté en septembre 2011. Le pilote a été commandé en janvier 2012.
Dès le mois suivant, les rôles ont été attribués dans cet ordre: Sarah Chalke, Jon Dore (en), Elizabeth Perkins, Rachel Eggleston, Brad Garrett, Rebecca Delgado Smith (Jenn) et Orlando Jones (Gregg).
Le 11 mai 2012, ABC a commandé la série et lui a attribué lors des Upfronts quatre jours plus tard la case horaire du mardi à 20 h dès janvier.
Fin juillet, Stephanie Hunt reprend le rôle de Jenn. La production ajoute les invités suivants : Willie Garson, Reid Scott : Scott Marcos, Michele Lee, Laraine Newman et Jackée Harry.
Le 4 décembre 2012, ABC annonce que la série sera diffusée les mercredis à 21 h 30 à partir du 3 avril 2013, prenant la case horaire de Suburgatory.
Le 10 mai 2013, ABC n'a pas renouvelé la série pour la saison prochaine.

## Épisodes
| №  | Titre                                                   | Réalisation          | Scénario                           | Première diffusion | Code de prod. | Audience (millions) |
| -- | ------------------------------------------------------- | -------------------- | ---------------------------------- | ------------------ | ------------- | ------------------- |
| 1  | Pilot                                                   | Julie Anne Robinson  | Claudia Lonow                      | 3 avril 2013       | 1AVT79        | 8,44                |
| 2  | How to Get Off the Couch                                | Alex Hardcastle (en) | Matt Flanagan et David McHugh      | 10 avril 2013      | 1AVT06        | 7,33                |
| 3  | How to Live With the Academy Awards Party               | Rodman Flender (en)  | Jonathan Schmock                   | 17 avril 2013      | 1AVT05        | 6,06                |
| 4  | How to Not Screw Up Your Kid                            | Bryan Gordon         | Gregg Mettler                      | 24 avril 2013      | 1AVT04        | 4,81                |
| 5  | How to Run the Show                                     | Reginald Hudlin      | Dave Horwitz (en) et Marisa Pinson | 1er mai 2013       | 1AVT07        | 6,2                 |
| 6  | How to Fix Up Your Ex                                   | Michael Patrick Jann | Franklin Hardy et Shane Kosakowski | 8 mai 2013         | 1AVT08        | 5,9                 |
| 7  | How to Stand on Your Own Two Feet                       | Peter Lauer (en)     | Ira Ungerleider                    | 15 mai 2013        | 1AVT11        | 6,14                |
| 8  | How to Live With Your Parents for the Rest of Your Life | Richie Keen          | Claudia Lonow et Bill Kuntsler     | 22 mai 2013        | 1AVT12        | 6,26                |
| 9  | How to Get Involved                                     | Phil Traill          | Emily Cutler                       | 29 mai 2013        | 1AVT02        | 4,12                |
| 10 | How to Have a Play Date                                 | Julie Ann Robinson   | Claudia Lonow                      | 5 juin 2013        | 1AVT01        | 3,86                |
| 11 | How to Not Waste Money                                  | Michael Patrick Jann | Ira Ungerleider                    | 12 juin 2013       | 1AVT03        | 4,06                |
| 12 | How to Help the Needy                                   | Michael McDonald     | Emily Cutler                       | 19 juin 2013       | 1AVT09        | 3,35                |
| 13 | How to Be Gifted                                        | Lev L. Spiro (en)    | Gregg Mettler                      | 26 juin 2013       | 1AVT10        | 3,06                |